# Двор конвента
Двор конвента (латыш. Konventa sēta) — территория и комплекс зданий, одна из достопримечательностей Риги, памятник архитектуры XIV—XVIII веков. Находится в Старом городе между улицами Скарню и Калею.

## История
Ранее на территории двора находились владения Ордена меченосцев, затем — госпиталь Святого духа, начиная с 1488 года территория принадлежала монахам-терциариям. Сохранившееся здание — орденская церковь Георгия (Юра), упоминается в 1215 году при описании Генрихом Латвийским рижского пожара, является уцелевшей частью разрушенного в 1297 году первого орденского замка Виттенштейн. Пристройки скрывают замковую капеллу Св. Георгия (впервые упомянута в 1208 году).
В связи с переносом резиденции Ордена на новое место — берег Даугавы (1330) в освободившихся помещениях был устроен приют (конвент). Довольно скоро церковь перестала использоваться по назначению и превращена в амбар, были утрачены своды, колонны, архитектурные детали.
В 1994—1996 годах проведена реконструкция, в зданиях по улице Калею открыты отели, музей фарфора.